# احمدجان احمدی
احمدجان احمدی سیاست‌مدار اهل افغانستان است. وی در امارت اسلامی افغانستان در تاریخ ۷ سپتامبر ۲۰۲۱ به حیث سرپرست اداره امور گله های طالبان انتخاب شد.